# Italská levice

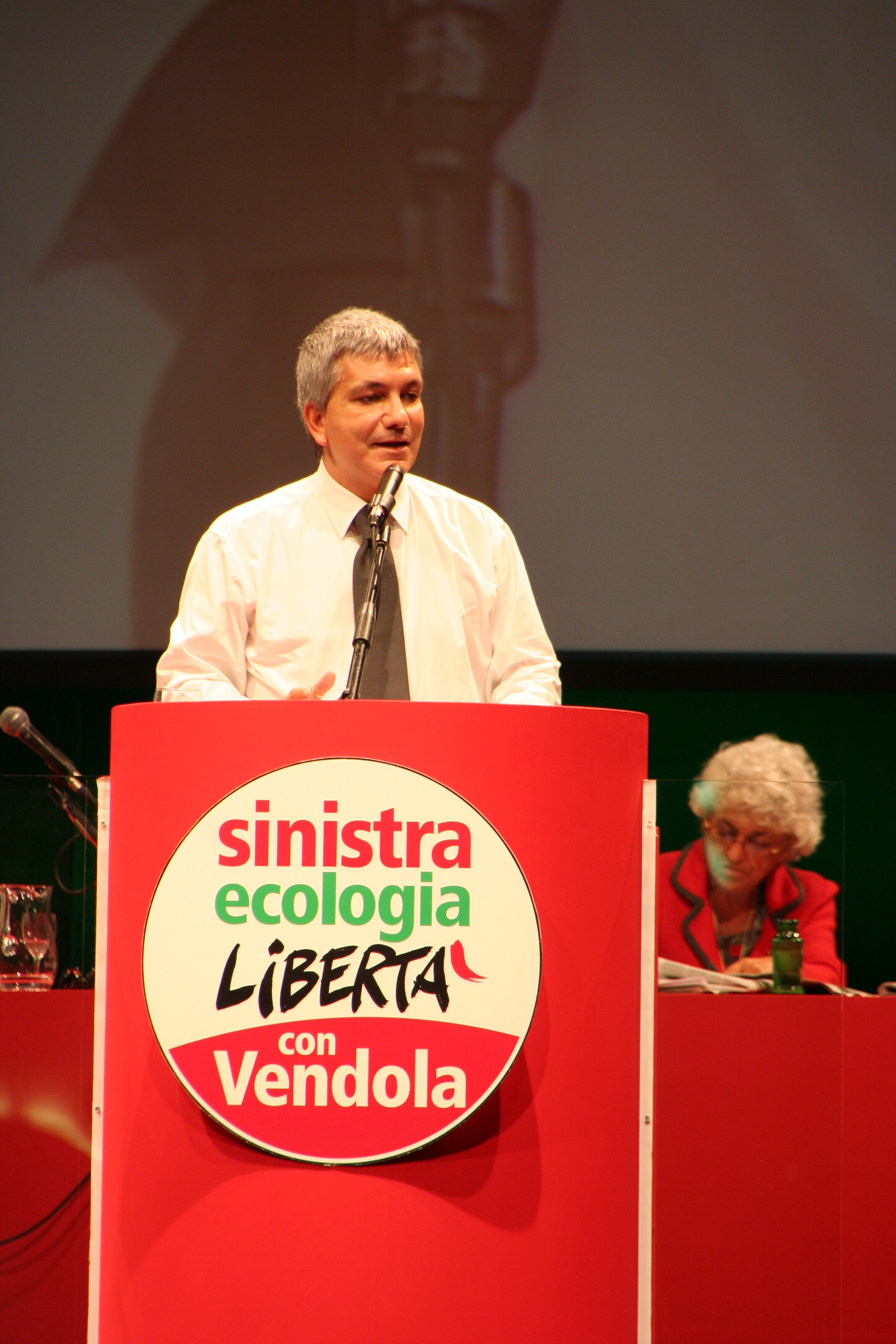
Nichi Vendola v roce 2010 (Sinistra Ecologia e Libertà)

Italská levice (italsky Sinistra Italiana, zkratka SI) je italská socialistická politická strana. Vznikla původně jako koalice levicových stran pro volby do Evropského parlamentu 2009; následujícího roku se přeměnila na politickou stranu pod názvem Levice ekologie svoboda (Sinistra Ecologia Libertà, SEL). Současný název získala po sloučení se dvěma minoritními stranami roku 2017.
Kolem parlamentních voleb 2018 byla jedním ze dvou hlavních členů koalice Svobodní a rovní, vymezující se proti příliš centristické orientaci Středolevicové koalice. Na neministerských postech měla zastoupení v druhé vládě Giuseppa Conteho. Preference strany se v současnosti pohybují kolem dvou procent.

## Volební výsledky

### Poslanecká sněmovna
| Volby | Hlasy       | Hlasy       | Mandáty | Mandáty | Pozice | Postavení |
| Volby | Abs.        | %           | Abs.    | ±       | Pozice | Postavení |
| ----- | ----------- | ----------- | ------- | ------- | ------ | --------- |
| 2013  | 1 089 442   | 3.2         | 37/630  | ▲37     | ▲6.    | Vláda     |
| 2018  | Součást LeU | Součást LeU | 3/630   | ▼34     | ▼9.    | Opozice   |
| 2022  | Součást AVS | Součást AVS | 4/400   | ▲       | ▲6.    | Opozice   |

### Senát
| Volby | Hlasy       | Hlasy       | Mandáty | Mandáty | Pozice |
| Volby | Abs.        | %           | Abs.    | ±       | Pozice |
| ----- | ----------- | ----------- | ------- | ------- | ------ |
| 2013  | 912 347     | 3.0         | 7/315   | ▲7      | ▲6.    |
| 2018  | Součást LeU | Součást LeU | 1/315   | ▼6      | ▼9.    |
| 2022  | Součást AVS | Součást AVS | 3/200   | ▲       | ▲9.    |

### Evropský parlament
| Volby | Hlasy           | Hlasy           | Mandáty | Mandáty | Pozice |
| Volby | Abs.            | %               | Abs.    | ±       | Pozice |
| ----- | --------------- | --------------- | ------- | ------- | ------ |
| 2009  | 958 458         | 3.1             | 0/72    | ▬0      | ▲7.    |
| 2014  | Součást AET     | Součást AET     | 1/73    | ▲1      | ▲6.    |
| 2019  | V koalici s PRC | V koalici s PRC | 0/76    | ▼1      | ▼8.    |
| 2024  | Součást AVS     | Součást AVS     | 2/76    | ▲2      | ▲7.    |